# Exoma
O exoma é a parte do genoma que, efetivamente, codifica os prótidos. 
O termo "exoma" deriva do "exões", bases azotadas que codificam aminoácidos correspondente à informação dos genes.
O genoma humano compreende 3 mil milhões de bases nitrogenadas (A, T, C e G), sendo que os exões compõem somente 1 a 2% delas (~30-60 milhões).
Os médicos e investigadores têm vindo a servir-se cada vez mais da sequenciação do exoma para o diagnóstico de doenças genéticas.